# 皮蒂科查湖
12°03′06″S 76°01′52″W / 12.05167°S 76.03111°W
皮蒂科查湖（P'itiqucha），是秘魯的湖泊，位於該國中南部利馬大區，處於帕里亞卡卡山脈和丘斯皮庫查湖以南、穆略科查湖以西和保卡爾科查湖西北面，長2.79公里、寬0.56公里，海拔高度4,410米。